# Sindicato Nacional dos Docentes das Instituições de Ensino Superior
O Sindicato Nacional dos Docentes das Instituições de Ensino Superior - ANDES-SN é um sindicato brasileiro, com sede em Brasília (DF) e seções sindicais nos locais de trabalho, que representa professores de ensino superior e ensino básico, técnico e tecnológico no país. O ANDES-SN é filiado à Central Sindical e Popular Conlutas - CSP-Conlutas. Foi um dos articuladores das greves do ensino público federal do Brasil em 2012 e em 2015
Foi fundado em 19 de fevereiro de 1981 na cidade de Campinas (SP), como Associação Nacional dos Docentes do Ensino Superior - ANDES. Sete anos depois, em 26 de novembro de 1988, após a promulgação da atual Constituição Federal, passou a ser Sindicato Nacional dos Docentes das Instituições de Ensino Superior - ANDES-SN. Atualmente, o ANDES-SN conta com 11 grupos de trabalho que subsidiam a diretoria na discussão de temas como a questão da terra, classe, etnia e gênero, para além de questões ligadas à educação, à ciência e tecnologia, ao sindicalismo e à própria organização dos professores.

## Estrutura e representatividade
O ANDES-SN se consolidou pela organização de base nos locais de trabalho. É um sindicato nacional com seções sindicais nos locais de trabalho sendo uma entidade autônoma em relação a partidos políticos.
Sua estrutura é formada pela diretoria nacional, diretorias regionais e seções sindicais, que possuem autonomia financeira, política, patrimonial e administrativa, com regimento geral e diretoria própria.
Todas as decisões são deliberadas pela base, que elege democraticamente todos os dirigentes. O sindicato é mantido pela contribuição voluntária de seus sindicalizados, sem taxa sindical compulsória.
O ANDES-SN conta com quase 70 mil sindicalizados de instituições de ensino superior e institutos de educação básica, técnica e tecnológica e está representado em todo o território nacional pelas suas 121 seções sindicais.

## Presidentes[2]
- 1981-1982: Osvaldo De Oliveira Maciel
- 1982-1984: Luiz Pinguelli Rosa
- 1984-1986: Maria José Ribeiro
- 1986-1988: Newton Lima Neto
- 1988-1990: Sadi Dal Rosso
- 1990-1992: Carlos Eduardo Malhado Baldijão
- 1992-1994: Márcio Antônio De Oliveira
- 1994-1996: Luiz Henrique Schuch
- 1996-1998: Maria Cristina De Morais
- 1998-2000: Renato De Oliveira
- 2000-2002: Roberto Leher
- 2002-2004: Luiz Carlos Gonçalves Lucas
- 2004-2006: Marina Barbosa Pinto
- 2006-2008: Paulo Marcos Borges Rizzo
- 2008-2010: Ciro Teixeira Correia
- 2010-2012: Marina Barbosa Pinto
- 2012-2014: Marinalva Silva Oliveira
- 2014-2016: Paulo Marcos Borges Rizzo
- 2016-2018: Eblin Joseph Farage
- 2018-2020: Antonio Gonçalves Filho
- 2020-: Rivânia Lucia Moura de Assis

## Ligação Externa
Página oficial do ANDES-SN